# Julius Löcker
Julius Löcker (15. srpna 1860 Sankt Agatha – 23. května 1945 Vídeň) byl rakouský právník a politik německé národnosti z Horních Rakous, na počátku 20. století poslanec Říšské rady.

## Biografie
Vychodil druhé státní gymnázium ve Štýrském Hradci. Vystudoval práva na Vídeňské univerzitě. Roku 1888 nastoupil na praxi k zemskému soudu ve Vídni, od roku 1889 byl koncipientem v advokátní kanceláři Dr. Haranta v Steyru, kde setrval do roku 1894, kdy přešel do kanceláře Dr. Beurleho v Linci. V roce 1894 byl promován na doktora práv. Působil jako advokát. V roce 1897 složil advokátské zkoušky a od roku 1898 byl činný jako samostatný advokát v Linci. Společníkem v jeho kanceláři byl právník a politik Gustav Pessler. Po Pesslerově smrti se spojil s Dr. Gerbertem. Byl i funkcionářem advokátní komory v Linci, od roku 1908 byl radou správního sdoudu, od roku 1920 prezidentem soudního senátu. Do penze odešel roku 1929. Byl také členem předsednictva spořitelny v Linci a předsednictva Německého spolku.
Působil i jako poslanec Říšské rady (celostátního parlamentu Předlitavska), kam usedl ve volbách roku 1901 za kurii městskou, obvod Linec, Urfahr, Ottensheim atd. Ve volebním období 1901–1907 se uvádí jako Dr. Julius Löcker, advokát.
Ve volbách roku 1901 se uvádí jako kandidát Německé lidové strany. Několikrát byl za tuto stranu řečníkem v rozpravě o rozpočtu. Ve volbách roku 1907 ho porazil sociální demokrat Josef Gruber.